# Eidgenössische Volksinitiative «Für sauberes Trinkwasser und gesunde Nahrung – Keine Subventionen für den Pestizid- und den prophylaktischen Antibiotika-Einsatz»
Die eidgenössische Volksinitiative «Für sauberes Trinkwasser und gesunde Nahrung – Keine Subventionen für den Pestizid- und den prophylaktischen Antibiotika-Einsatz», kurz auch Trinkwasser-Initiative genannt, war eine schweizerische Volksinitiative des Vereins Sauberes Wasser für alle. Die Initiative forderte, dass nur noch diejenigen Landwirtschaftsbetriebe mit Direktzahlungen oder Subventionen unterstützt werden, die keine Pestizide einsetzen, die in ihrer Tierhaltung ohne prophylaktischen Antibiotikaeinsatz auskommen und die nur so viele Tiere halten, wie sie mit Futtermitteln vom eigenen Betrieb (ohne Importe) ernähren können. Das Initiativkomitee argumentierte, dass dadurch Wasser und Nahrungsmittel, die frei von Arzneimitteln, antibiotikaresistenten Bakterien, Pestiziden, Nitrat und anderen Giftstoffen sind, wieder zum Standard und für die ganze Bevölkerung erschwinglich würden. Die Volksinitiative kam am 13. Juni 2021 zur Abstimmung. Sie wurde von 60,7 % der Abstimmenden abgelehnt, zudem verpasste die Initiative klar das Ständemehr.

## Chronologie
Die Initiative wurde am 9. Februar 2017 eingereicht. In der Folge hielt die Bundeskanzlei fest, dass diese den gesetzlichen Formen entspricht. Der Sammelbeginn wurde auf den 21. März 2017 festgelegt, die Sammelfrist entsprechend auf den 21. September 2018. Laut Aussagen des Initiativkomitees wurden die erforderlichen 100 000 Unterschriften per 18. Oktober 2017 gesammelt. Sie wurden am 18. Januar 2018 eingereicht und am 1. März 2018 bestätigt. Der Bundesrat beantragte dem Parlament am 14. Dezember 2018, die Trinkwasserinitiative Volk und Ständen ohne Gegenvorschlag zur Ablehnung zu empfehlen. Der Nationalrat tat dies am 20. Juni 2019. Nachdem die gesetzliche Frist für die Behandlung der Volksinitiative durch die Eidgenössischen Räte wegen des Fristenstillstandes aufgrund der COVID-19-Krise auf den 28. September 2020 verlängert worden ist, hat der Ständerat die Initiative in der Herbstsession im September 2020 behandelt. In ihren Schlussabstimmungen vom 25. September 2020 haben beide Räte die Initiative Volk und Ständen mit der Empfehlung auf Ablehnung zur Abstimmung unterbreitet.
Treibende Kraft hinter der Initiative ist die 54-jährige Franziska Herren. Sie sagt, der erschrockene Blick einer Mutterkuh, die von ihrem eben geborenen Kalb getrennt worden sei, habe sie dazu gebracht, über die Landwirtschaft in der Schweiz zu recherchieren. Ausgangs habe sie die Initiative lanciert.
Die inhaltlich verwandte eidgenössische Volksinitiative «Für eine Schweiz ohne synthetische Pestizide» kam im Juni 2018 zustande. Beide Initiativen wurden am 13. Juni 2021 vom Schweizer Stimmvolk verworfen.

## Initiativtext
Die Bundesverfassung wird wie folgt geändert:

Art. 104 Abs. 1 Bst. a, 3 Bst. a, e und g sowie 4

1 Der Bund sorgt dafür, dass die Landwirtschaft durch eine nachhaltige und auf den Markt ausgerichtete Produktion einen wesentlichen Beitrag leistet zur:
a. sicheren Versorgung der Bevölkerung mit gesunden Lebensmitteln und sauberem Trinkwasser;
3 Er richtet die Massnahmen so aus, dass die Landwirtschaft ihre multifunktionalen Aufgaben erfüllt. Er hat insbesondere folgende Befugnisse und Aufgaben:
a. Er ergänzt das bäuerliche Einkommen durch Direktzahlungen zur Erzielung eines angemessenen Entgelts für die erbrachten Leistungen, unter der Voraussetzung eines ökologischen Leistungsnachweises, der die Erhaltung der Biodiversität, eine pestizidfreie Produktion und einen Tierbestand, der mit dem auf dem Betrieb produzierten Futter ernährt werden kann, umfasst.
e. Er kann die landwirtschaftliche Forschung, Beratung und Ausbildung fördern und Investitionshilfen leisten, sofern damit die Landwirtschaft im Hinblick auf die Buchstaben a und g sowie auf Absatz 1 unterstützt wird.
g. Er schliesst Landwirtschaftsbetriebe von Direktzahlungen aus, die Antibiotika in der Tierhaltung prophylaktisch einsetzen oder deren Produktionssystem einen regelmässigen Einsatz von Antibiotika nötig macht.
4 Er setzt dafür zweckgebundene Mittel aus dem Bereich der Landwirtschaft und allgemeine Bundesmittel ein, überwacht den Vollzug der Vorschriften sowie die erzielten Wirkungen und informiert die Öffentlichkeit regelmässig über die Ergebnisse dieser Überwachung.
Art. 197 Ziff. 12

12. Übergangsbestimmung zu Art. 104 Abs. 1 Bst. a, 3 Bst. a, e und g sowie 4

Nach Annahme von Artikel 104 Absätze 1 Buchstabe a, 3 Buchstaben a, e und g sowie 4 durch Volk und Stände gilt eine Übergangsfrist von acht Jahren.

## Haltungen
Zu den Unterstützern der Initiative zählen der Verein «Sauberes Trinkwasser für alle», Einzelpersonen und auch mehrere Umwelt-, Naturschutz- und Tierschutzorganisationen. Unter diesen sind unter anderem Greenpeace Schweiz, BirdLife Schweiz, Tier im Fokus, Swissveg, Aktionsgemeinschaft Schweizer Tierversuchsgegner und der Fischerei-Verband. Die Unterschriftensammlung unterstützt hat auch Pro Natura. Im August 2019 hat Pro Natura die Ja-Parole beschlossen.
Die grösste Konsumentenorganisation der Schweiz, die Stiftung für Konsumentenschutz, setzt sich für ein JA zu dieser Initiative ein. Diese Organisation bedauert den negativen Entscheid von Bio Suisse. Im Oktober 2020 hat die Grüne und im Februar 2021 die Grünliberale Partei die Ja-Parole beschlossen. Ebenfalls im Februar beschloss die SP und im März die EVP die Ja-Parole. Auch das Bioforum Schweiz setzt sich für die Initiative ein.
Die Trinkwasser-Initiative will Anliegen stärken, an denen auf Bio-Betrieben seit langem gearbeitet wird. Sie trifft darum beim Branchenverband Bio Suisse im Prinzip auf Sympathien. Die bisher vom Bund vorgesehene neue Regelung durch den Aktionsplan Pflanzenschutzmittel ist für Bio Suisse unzureichend. Zitat: Dem Aktionsplan fehlt das Ziel, die auf chemisch-synthetischen Pestiziden und Düngemitteln basierende Landwirtschaft langfristig durch nachhaltigere Systeme wie Bio abzulösen. Die Initiative könnte jedoch auch auf Bio-Betriebe negative Auswirkungen haben. So könnte eine enge Auslegung des Begriffs Pestizide die auch für Bio-Betriebe wichtigen, bisher zugelassenen Pflanzenschutzmittel einschränken. Zudem gälte bei enger Auslegung auf Verwendung von nur betriebseigenem Futters, dass Nachbarbetriebe oder Regionen nicht mehr arbeitsteilig arbeiten und sich gegenseitig beliefern könnten. Bio Suisse war bezüglich dieser Initiative gespalten. Befürworter finden, dass die bisherige Landwirtschaftspolitik dringend Reformen entsprechend der Zielsetzungen der Initiative brauche. Einer regenerativen, nachhaltigen Landwirtschaft soll zum Durchbruch verholfen werden. Die Gegner rechnen mit steigenden Kosten wegen geringerer Produktivität für Bauern, welche neu nach den Regeln der Initiative arbeiten würden. Andrerseits würden die bisherigen Bio-Produkte wegen des grösseren Angebots an biologisch einwandfreien Produkten unter Preisdruck geraten. Dies könnte der Fall sein, sind doch die Preise von Schweizer Bio-Produkten im Mittel 163 Prozent höher als von nicht-biologisch erzeugten Schweizer Produkten und 88 % höher als vergleichbare Bio-Produkte aus Deutschland.  Mitglieder stört auch, dass die Konsumenten durch die Initiative nicht thematisiert wurden. Der Vorstand von Bio Suisse setzte sich unter anderem für eine Nein-Parole ein, da bei Annahme der Initiative zu viel Bio und damit ein Preiszerfall drohe. Die Delegierten von Bio Suisse stimmten letztlich der Nein-Parole zu.
Franziska Herren weist darauf hin, dass die Schweizer die Wasserverschmutzung im Land mit 3,5 Milliarden CHF Steuergeld pro Jahr subventionieren.
Der Schweizer Städteverband sympathisiert offiziell mit der Trinkwasserinitiative. Er vertritt die urbane Bevölkerung in 129 Städten und damit den grössten Teil der Schweizer. Die Städte haben ein finanzielles Interesse an möglichst sauberem Trinkwasser. Viele von ihnen bezahlen für dessen Aufbereitung. Die in der Agrarreform AP22+ enthalten gewesene Verbesserung des Trinkwassers ging dem Städteverband zu wenig weit. Das Parlament hat diese Reform inzwischen sistiert. Der Städteverband beschliesst Stimmfreigabe. Auch die Kleinbauern-Vereinigung und Demeter Schweiz haben Stimmfreigabe beschlossen.
Thomas Vellacott, CEO von WWF Schweiz, schreibt von Blockaden in der Agrarpolitik, weil die Agrarlobby im Parlament den Wandel mittels politischer Blockade aufgehalten hat (vgl. Agrarpolitik ab 2022). Laut Vellacott existieren in der Schweiz 46 biodiversitätsschädigende Subventionen der Landwirtschaft (vgl. Biodiversitätsschädigende Subventionen in der Schweiz). Veränderungen in der pestizid- und kraftfutterbasierten Schweizer Landwirtschaft sollen möglichst lange hinausgezögert werden.
Ihre Gegner bringen sich in Stellung – allen voran der Schweizer Bauernverband. Der Bauernverband kritisiert dabei insbesondere, dass die Schweizer Landwirtschaft zum einen geschwächt werde, zum anderen aber die zu erwarteten Produktionsausfälle mit Importen kompensiert würden. Die Pestizidbelastung würde in der Folge einfach ins Ausland ausgelagert, die Schweizer Produktion aber markant verteuert. SBV-Präsident Markus Ritter, CVP-Nationalrat sagt: «Wir verfolgen die Ziele mit sauberem Wasser und glücklichen Kühen alle auch. Die Initiative schiesst aber weit über das Ziel hinaus. Sie geht weit über das Wasser und die Wasserproblematik hinaus.» Das Budget des Bauernverbandes zur Bekämpfung der Initiative beträgt rund eine Million Franken. Auch die Agrargenossenschaft Fenaco (mit Landi, Volg etc.) ist der Allianz der Gegner beigetreten und will 200'000 Franken zur Bekämpfung der beiden Initiativen (inkl. der Pestizidinitiative) beitragen, inzwischen sind es bereits 400 Tausend Franken. Auch der Verband Schweizer Gemüseproduzenten (VSGP) wird die Initiative mit aller Kraft bekämpfen. Dazu hat sich der Verband am 9. Januar 2019 mit dem Schweizer Obstverband (SOV), Swisspatat, Swiss Convenience Food Association (scfa) und dem Gärtnermeisterverband JardinSuisse zur IG Zukunft Pflanzenschutz zusammengeschlossen. Ihre Nein-Kampagne wird durch Economiesuisse, dem Konsumentenforum (kf), der Vereinigung für einen starken Agrar- und Lebensmittelsektor und dem Weinbau-Verband Vitiswiss unterstützt. Auch der Schweizerische Gemeindeverband und die Interessengemeinschaft Bio Schweiz (IG Bio), mit zahlreichen Vertreten aus der Bio-Branche (darunter Unternehmen von Coop und Migros). lehnen die Initiative ab. FDP, SVP, CSV, Mitte und EDU haben die Nein-Parole beschlossen.
Die Gegner der Initiative haben laut einer Schätzung der Rundschau (SRF) ein Budget von rund 6 Millionen Franken, während die Befürworter auf rund 5 Millionen Franken kommen.

## Meinungsumfragen
| Institut    | Auftraggeber | Datum             | Ja | Eher Ja | Unentschieden Keine Antwort | Eher Nein | Nein |
| ----------- | ------------ | ----------------- | -- | ------- | --------------------------- | --------- | ---- |
| LeeWas GmbH | Tamedia      | 28. Mai 2021      | 37 | 4       | 2                           | 4         | 53   |
| gfs.Bern    | SRG SSR      | 22. Mai 2021      | 30 | 14      | 3                           | 13        | 40   |
| LeeWas GmbH | Tamedia      | 12. Mai 2021      | 40 | 8       | 2                           | 6         | 44   |
| LeeWas GmbH | Tamedia      | 27. April 2021    | 43 | 11      | 3                           | 8         | 35   |
| gfs.Bern    | SRG SSR      | 23. April 2021    | 33 | 21      | 6                           | 12        | 28   |
| LeeWas GmbH | Tamedia      | 21./22. Juni 2018 | 38 | 30      | 4                           | 14        | 14   |

Bemerkungen: Angaben in Prozent. Das Datum bezeichnet den mittleren Zeitpunkt der Umfrage, nicht den Zeitpunkt der Publikation der Umfrage.

## Volksabstimmung

Abstimmungsergebnisse nach Kantonen

Bei den Abstimmungen am 13. Juni 2021 wurde die Volksinitiative abgelehnt.

## Sendungen des SRF
- Rundschau: Wasser-Initiative: Eine gegen alle, 25. April 2018.
- Arena: Gift auf unseren Tellern?, 21. Juni 2019.
- Kassensturz: Aufstand der Biobauern gegen die Geschäftsleitung von Bio Suisse?, 6. April 2021.
- Club: Bauern unter Druck, 13. April 2021.
- Arena: «Abstimmungs-Arena» zur Trinkwasserinitiative, 7. Mai 2021.

## Voten aus dem Nationalrat
Aus der vierzehnten Sitzung der Sommersession vom 19. Juni 2019 (Auswahl/chronologisch):
- Marcel Dettling (Fraktion der Schweizerischen Volkspartei): Votum 4
- Regula Rytz (Grüne Fraktion): Votum 32
- Tiana Angelina Moser (Grünliberalen Fraktion): Votum 58
- Beat Walti (FDP-Liberale Fraktion): Votum 59
- Markus Ritter (CVP-Fraktion): Votum 64
- Jacqueline Badran (Sozialdemokratischen Fraktion): Votum 100

Aus der fünfzehnten Sitzung der Sommersession vom 20. Juni 2019 (Auswahl/chronologisch):
- Fabian Molina (Sozialdemokratischen Fraktion): Votum 1
- Verena Herzog (Fraktion der Schweizerischen Volkspartei): Votum 7
- Niklaus-Samuel Gugger (CVP-Fraktion): Votum 28
- Balthasar Glättli (Grüne Fraktion): Votum 31
- Bruno Pezzatti (FDP-Liberale Fraktion): Votum 80
- Thomas Weibel (Grünliberalen Fraktion): Votum 90